# Argelia en los Juegos Olímpicos de Pekín 2008
Argelia estuvo representada en los Juegos Olímpicos de Pekín 2008 por un total de 56 deportistas, 34 hombres y 22 mujeres, que compitieron en 12 deportes.
El portador de la bandera en la ceremonia de apertura fue el nadador Salim Iles.

## Medallistas
El equipo olímpico argelino obtuvo las siguientes medallas:
| Nombre        | Deporte | Competición |
| ------------- | ------- | ----------- |
| Oro           |         |             |
| —             |         |             |
| Plata         |         |             |
| Amar Benijlef | Judo    | –90 kg M    |
| Bronce        |         |             |
| Soraya Hadad  | Judo    | –52 kg F    |